# Mebane
Mebane – miasto w Stanach Zjednoczonych, w stanie Karolina Północna, w hrabstwie Alamance.